# Татариново (Ступинский район)
Татариново — село в Ступинском районе Московской области в составе Городского поселения Михнево (до 2017 года) (до 2006 года — центр Татариновского сельского округа).

## Население
| 2002 | 2006  | 2010  |
| ---- | ----- | ----- |
| 1130 | ↘1110 | ↗1144 |

Татариново расположено на севере района, на реке Востец (правый приток реки Северки), примерно в 50 км от райцентра, высота центра села над уровнем моря — 186 м.

## Современное состояние

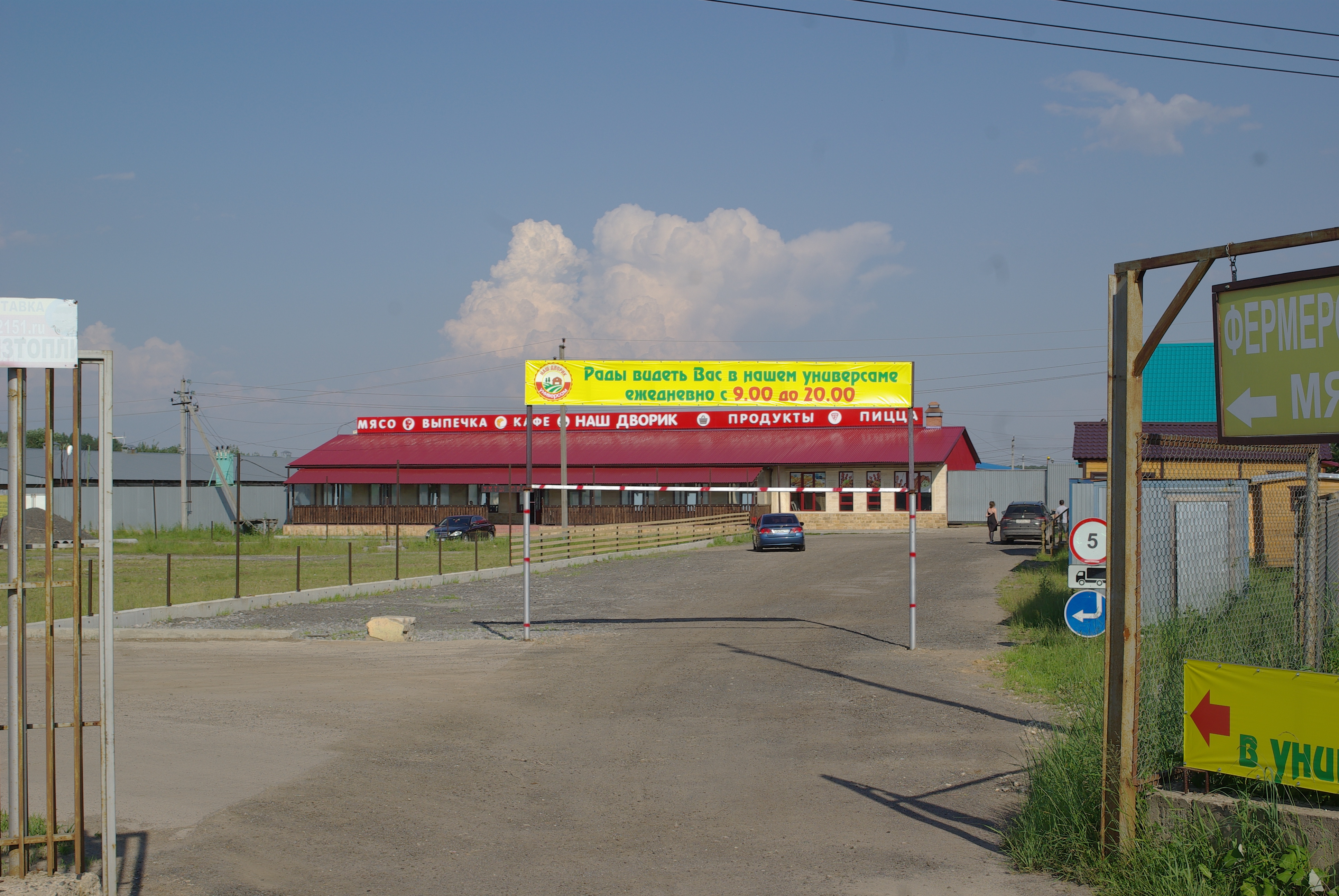
Торговый центр в Татариново

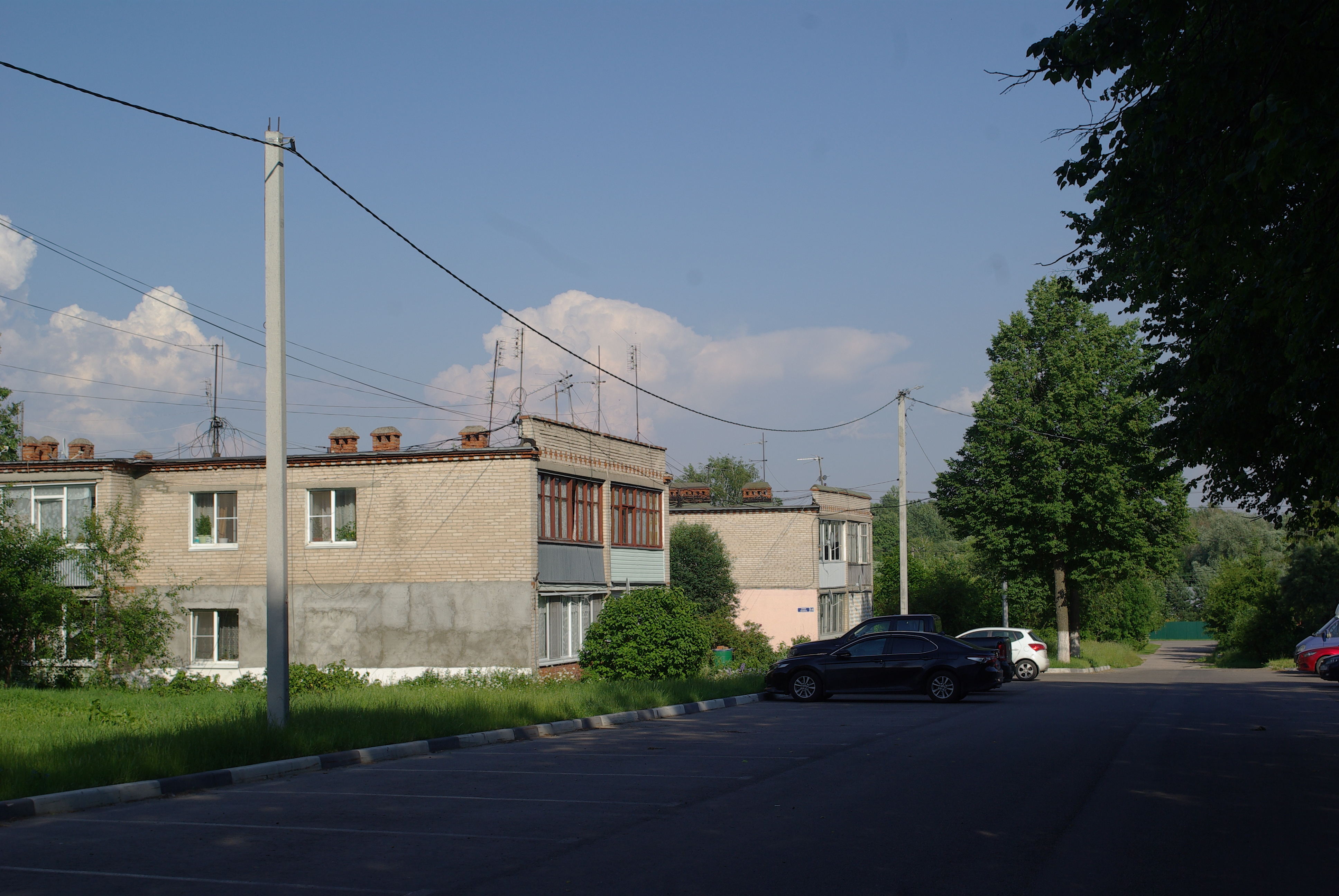
Многоквартирные дома

На 2016 год в Татариново 19 улиц, 1 переулок, 6  кварталов и 6 садовых товариществ, связано автобусным сообщением с соседними населёнными пунктами. В селе действуют школа, детский сад, медпункт, несколько магазинов. Часть Татариново застроена панельными многоквартирными домами, сформирована площадь.

## История
Впервые в исторических документах селение упоминается в 1577 году, как деревня Татаринова, в XVII—XIX веках носило название Воскресенское (Татариново) по Воскресенской церкви. Деревянная, обшитая тёсом, однопрестольная церковь Воскресения Словущего существовала в селе со второй половины XVIII века до первой половины XX века (с 1819 года была приписана к Спасскому храму в Рудино, к 1910-му году уже находилась в тяжелом техническом состоянии). Специалисты полагают, что название селения произошло от фамилии дворян Татариновых, владевших им в XVI-XVII веках. По документам 1693 года сельцо Татариново принадлежало стольнику Василию Андреевичу Долгову-Сабурову, а затем его сыну Петру. В 1761 году последний сельцо заложил, в оговоренный срок долг не выплатил, и оно перешло к Марии Петровне Майковой.
При межевании 1769 года за ней числилось 522 десятины земли, в т.ч. 431 десятина пашни. К этому времени в сельце построена деревянная церковь во имя Обновления Храма Воскресения Христова, и село официально стало именоваться Воскресенским, Татариново тож. В нём кроме господского дома с регулярным садом и дворов церковного причта имелось 19 крестьянских дворов со 149 жителями обоего пола.
В 1802 году овдовевшая Майкова подарила село своей внучке егермейстерше М.И. Лопухиной с условием, что доходами с имения она будет пользоваться сама до своей смерти. Однако внучка и её муж вскоре скончались, детей у них не было, и единственными наследниками оказались братья Лопухиной, отставной полковник граф Фёдор Иванович и мичман граф Пётр Иванович Толстые. В 1812 году графы восемь крестьян села отправили в московское народное ополчение, из которых домой возвратились только двое.
После Толстых селом владели дворяне Одинцовы, наиболее видными из них являлись братья статский советник Михаил Фёдорович и генерал-майор Павел Фёдорович. Перед крестьянской реформой им принадлежал деревянный дом, в котором числилось 38 дворовых людей, и 22 крестьянских двора. При них крестьяне "вышли на волю", получив в надел 158 десятин земли. За помещиками же осталось 299 десятин, которые они со временем продали различным лицам.
В 1903 году 66 десятин при селе приобрёл потомственный дворянин молодой историк Степан Борисович Веселовский, основав здесь усадьбу "Отдых", где много и плодотворно работал, публикуя труды по социально-экономической истории России XIV-XVII веков, вспомогательным историческим дисциплинам. В 1916 году за фундаментальное исследование "Сошное письмо" он удостоен премии Петербургской Академии Наук, а в следующем году Московский университет присудил ему степень доктора наук.
В первые годы советской власти из 276 десятин принадлежавшей ему земли 254 десятины конфисковали. В это время в усадьбе вместе с семьёй Степана проживала и семья его брата Константина, всего около 25 человек. Об условиях жизни Степан Борисович сообщал сыну Всеволоду в апреле 1920 года: "Мы питаемся сносно. Тяжелее будет в июне, когда кончится мука. Картофель посадили всего мешков 12-14. Постепенно исчезают предметы потребления, привыкаем обходиться без мыла, спичек, чая...
За зиму умерли начальник станции Барыбино, рудиновский столяр Кузьма и его сын после поездки за хлебом, кое-кто постарше из деревни нашей (Григорий кровельщик), а его сын Ларька пропал без вести".
Весной 1925 года президиум Моссовета постановил выселить его из имения, которое он обжаловал. 25 января 1926 года президиум ВЦИК решил: "Постановление Моссовета от 28 октября 1925 года в отношении гр. Веселовского С.Б. отменить, оставив его на месте как трудового землепользователя". В последующие годы он стал крупнейшим советским историком, профессором, а в 1964 году избран академиком АН СССР.
В начале века в даче села 15 десятин купил почётный гражданин В.П. Петров, построив на своём участке двухэтажный на каменном фундаменте дом с башнею и балконами, паркетными полами и голландскими печами, деревянный флигель с тремя комнатами, конюшню и коровник, каретный сарай. Возле дома был разбит на двух десятинах цветник и заложен огород, вырыты два пруда. Рядом с этой усадьбой находился заросший парк с берёзовыми и сосновыми аллеями, за которым стояла одряхлевшая церковь. Причт её был упразднён ещё в 1820 году, а сама она приписана к Сергиевской церкви с. Рудина. В обследовании 1915 года указывалось, что храм с. Воскресенское старинной рубки, стены изнутри оштукатурены, но пропускают влагу. Планировали сложить в ней печи, но специалисты решили, что делать этого нельзя, т.к. в этом случае церковь быстро разрушится от сырости.
В самом селе на начало XX века оставалось 24 семьи и 147 жителей. После крестьянской реформы его покинули 14 семей и 59 человек. Среди подсобных промыслов сельчан ведущее место занимали портные и размотка нитей.